# Ašer Chiram
Ašer Chiram (hebrejsky: אשר חירם, rodným jménem Zikmund Kerekes; 17. prosince 1897, Budapešť – 26. listopadu 1973, Jeruzalém) byl izraelský architekt maďarského původu, který ve 20. a 30. letech žil a projektoval v Československu. Je mimo jiné autorem národního vojenského hřbitova na Herzlově hoře v Jeruzalémě.

## Život
Narodil se v Budapešti a po absolvování reálky odešel do Brna, kde roku 1920 nastoupil ke studiu na Německé vysoké škole technické. Během studií se oženil s Růženou rozenou Atlaszovou. Roku 1922 zdárně absolvoval a v témže roce se mu narodila dcera Gisela. Následně začal pracovat jako praktikant v projekční kanceláři Jindřicha Kumpošta a působil též v ateliéru Ernsta Wiesnera.

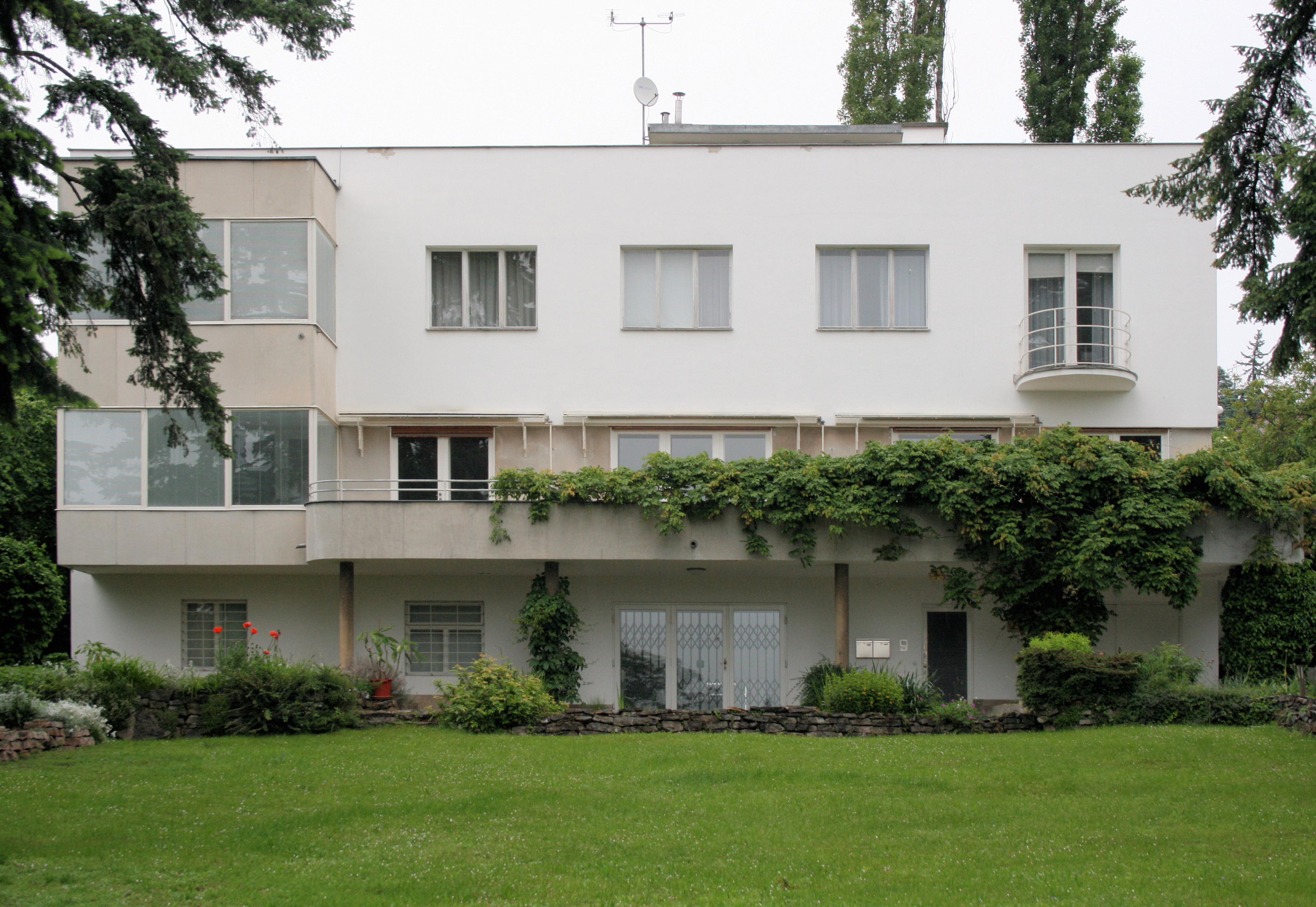
Bassova vila v Brně z roku 1932

Jeho prvními realizacemi v Brně byly nájemní a rodinné domy, postavené koncem 20. let. Patřil mezi ně například rozsáhlý blok budov na rohu ulic Černopolní a Durďákova. Přibližně v roce 1930 si založil vlastní architektonický ateliér a ve funkcionalistickém duchu vyprojektoval Bassovu a Morgensternovu vilu v Lipové ulici. Roku 1936 si postavil vlastní rodinný dům v Hansmannově ulici. Ještě před vypuknutím druhé světové války opustil Československo a přes Maďarsko se dostal do britské mandátní Palestiny. Tam si změnil jméno na Ašer Chiram.
V Izraeli projektoval památníky a vojenské hřbitovy a je rovněž autorem izraelského jednotného vojenského hrobu. Mezi jeho tvorbu patří například památník na náměstí Davidka v Jeruzalémě, národní vojenský hřbitov na Herzlově hoře. Kromě působení ve funkci architekta na ministerstvu obrany v letech 1950 až 1962 pracoval v Izraelském památkovém úřadu, kde měl na starosti ochranu historických budov. Zajímal se především o starodávné synagogy a na toto téma napsal disertační práci, kterou obhájil na Vídeňské univerzitě, kde získal titul doktor. V roce 1962 svou práci publikoval ve vědeckém časopise Wiener Jahrbuchs für Kunstgeschichte.
Zemřel ve věku sedmdesáti pěti let v Jeruzalémě, kde je pohřben na Har ha-Menuchot po boku své manželky.

## Dílo v Brně a v Praze
- 1929 Nájemní dům Hermanna Blocha, Křížkovského 19, Brno
- 1929 Nájemní dům manželů Meerbaumových, Černopolní 10 / Durďákova 1, Brno
- 1929-1931 Vila Ing. B. Vavříka, U Dívčích hradů 1971/18, Praha 5 – Smíchov
- 1931 Rodinný dům, Zdráhalova 34, Brno
- 1932 Nájemní dům s obchody družstva "Freundschaft", Merhautova 13, Brno
- 1932 Vila manželů Morgensternových, Lipová 20, Brno
- 1932 Vila manželů Baasových, Lipová 22, Brno
- před 1934 obchod s uzeninami, Masarykova 25 - 27, Brno
- asi 1935 Nájemní dům, Mezírka 14, Brno
- 1936 vlastní vila, Hansmannova 19, Brno
- 1936 Nájemní dům manželů Morgensternových, Merhautova 5, Brno
- 1938 Nájemní dům Arthura Katschera, Milady Horákové 5a, Brno[3]

## Galerie
Ukázka z Kerekesovy/Chiramovy tvorby v Izraeli:

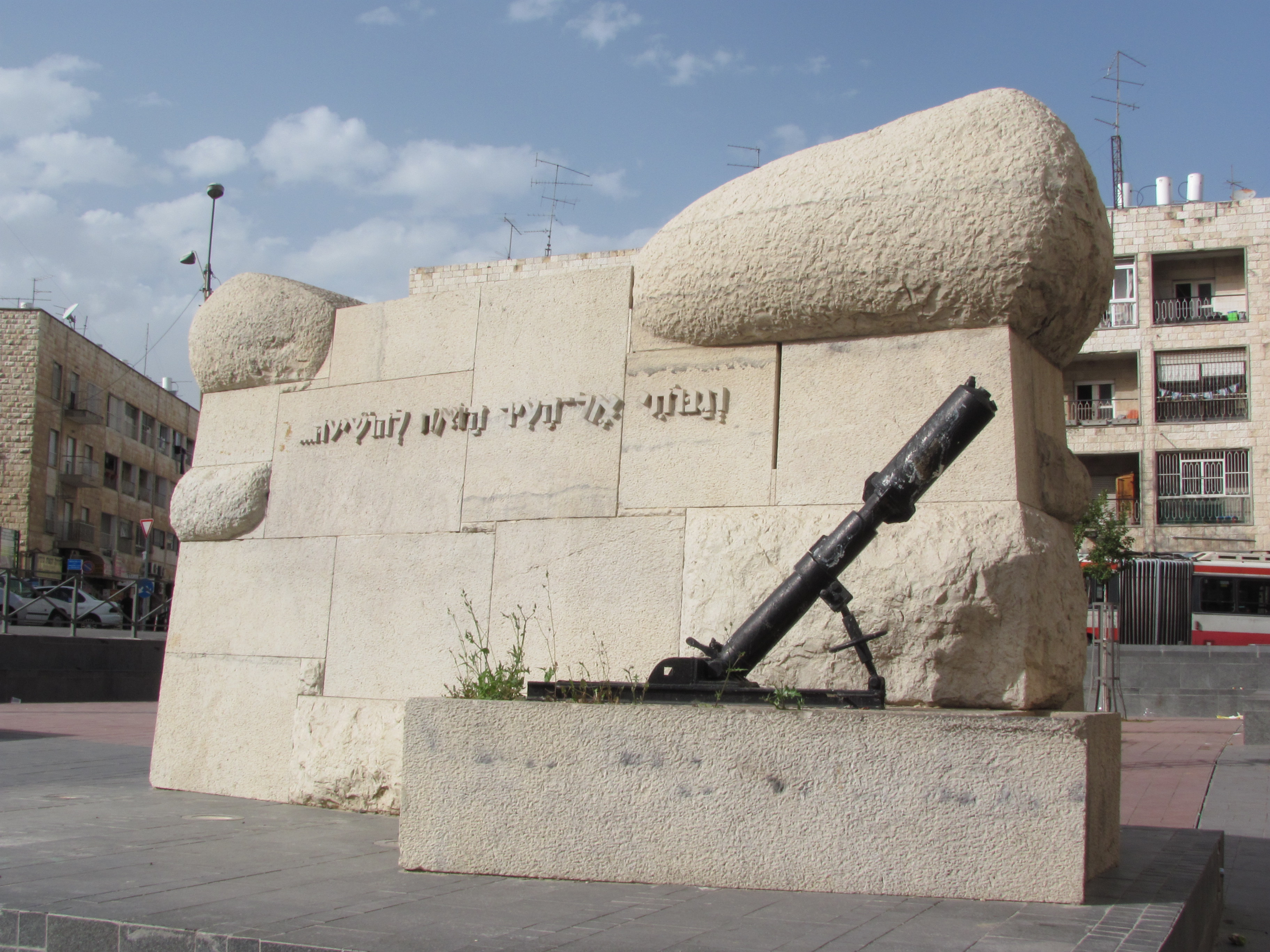
Památník na náměstí Davidka
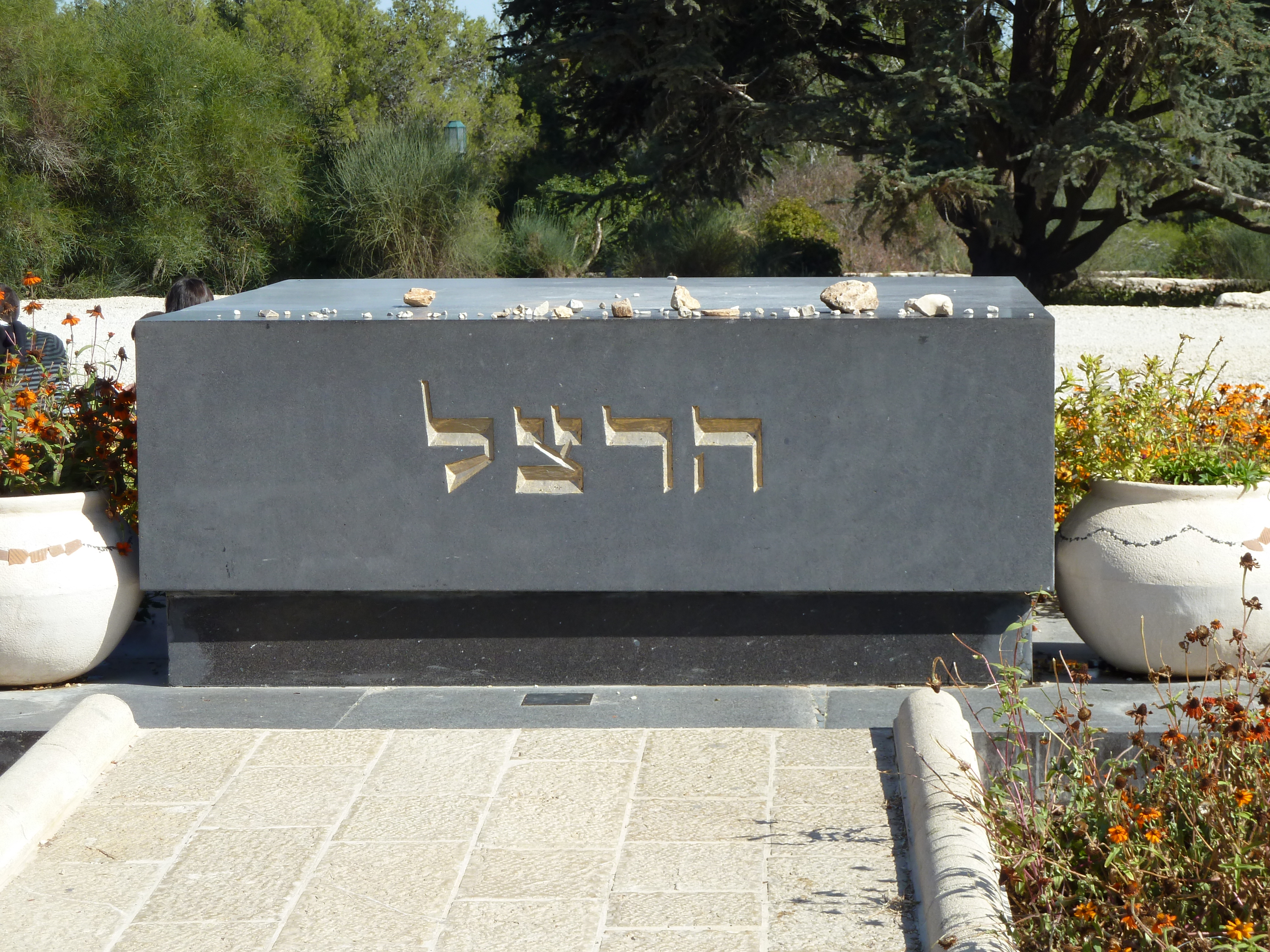
Náhrobní kámen Theodora Herzla na Herzlově hoře
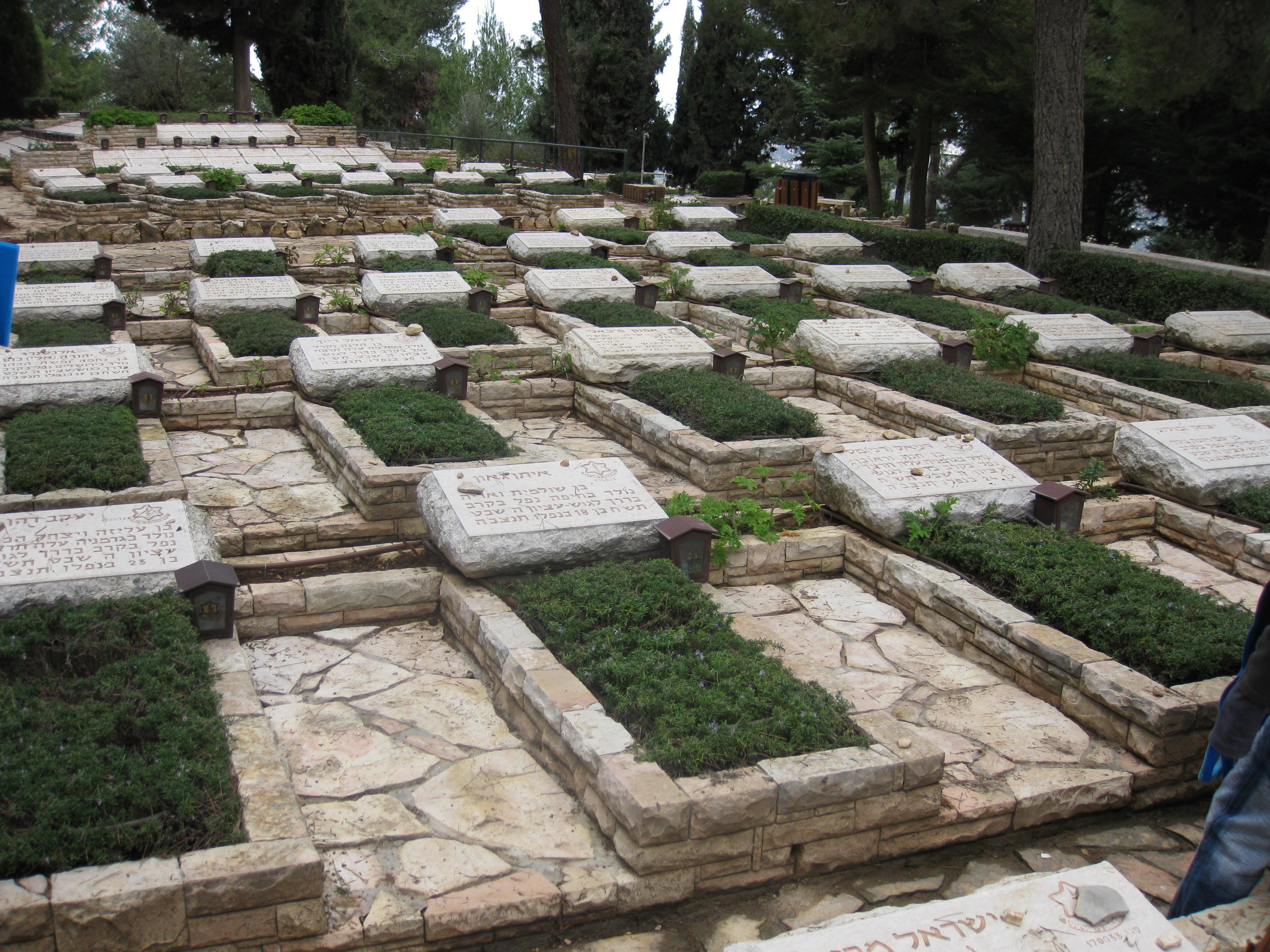
Příklad jednotného vojenského hrobu - Herzlova hora
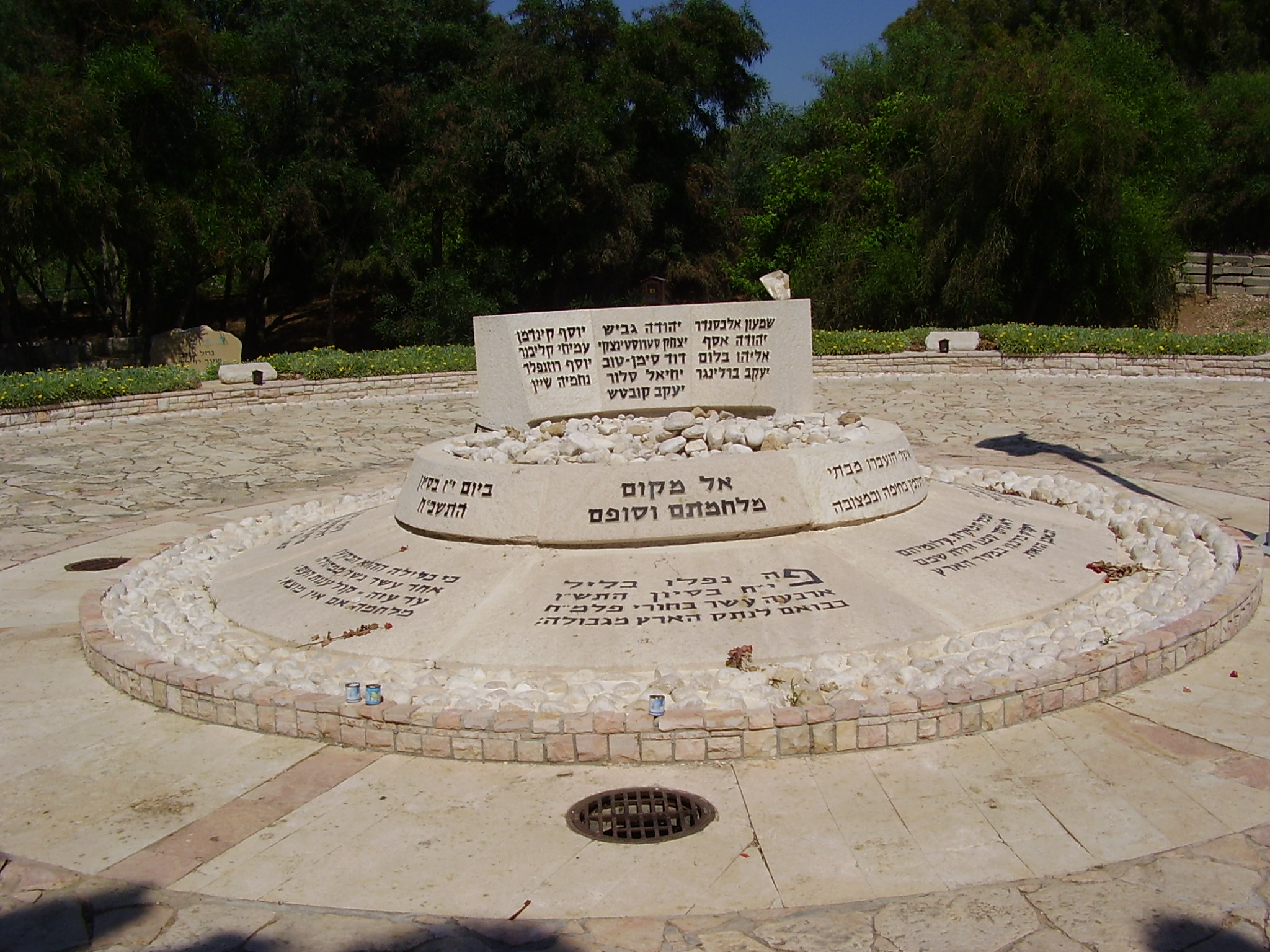
Památník 14 padlým vojákům v Achzivu